# Toporowy Staw Niżni
Toporowy Staw Niżni – tatrzańskie jezioro położone na wysokości 1089 m n.p.m., na wale morenowym w zachodniej części Doliny Suchej Wody Gąsienicowej, blisko Drogi Oswalda Balzera, poniżej Toporowego Stawu Wyżniego.
Toporowy Staw Niżni ma częściowo bagniste brzegi i powoli zanika. Powierzchnia stawu to 0,617 ha. Staw ma 185,5 m długości, 51,3 m szerokości, a głębokość 5,9 m. Jest najniżej położonym stawem w obrębie Tatr Polskich.
Nad brzegami tego jeziora występują rzadkie w Karpatach gatunki roślin: bagno zwyczajne i widlicz Isslera. W 1951 r. po raz pierwszy w polskich Tatrach znaleziono tutaj rzadki gatunek rośliny – jeżogłówkę pokrewną (wcześniej roślina ta opisana była tylko na jednym zaledwie stanowisku przy słowackich Rohackich Stawach). W przeszłości w Stawie występowała rdestnica pływająca - notował ją już Bolesław Kotula w „Rozmieszczeniu roślin naczyniowych w Tatrach” (1889-1890), a zebrane stąd jej okazy znalazły się w zielnikach Józefa Mądalskiego (1925, 1931) i Zofii Radwańskiej-Paryskiej (1948, 1980). Obecnie gatunek ten tu nie występuje.
Obydwa Toporowe Stawy charakteryzują się bujnym życiem organicznym (co związane jest z ich niską wysokością nad poziomem morza). M. Młynarski i M. Zemanek w 1996 pisali o Toporowym Stawie Niżnim: „charakteryzuje się najbujniejszym życiem organicznym tak fauny, jak i flory spośród wszystkich stawów w polskiej części Tatr”. W stawie tym rozmnaża się wiele gatunków płazów: salamandra plamista, traszka zwyczajna, traszka karpacka, traszka górska, kumak górski, ropucha szara i żaba trawna.
Zarówno Toporowy Staw Niżni, jak i Wyżni, znajdują się na obszarze objętym ścisłą ochroną i nie prowadzi do nich żaden znakowany szlak turystyczny.